# Jakovlevói járás

A Jakovlevói járás a Belgorodi területen

A Jakovlevói járás (oroszul Яковлевский район) Oroszország egyik járása a Belgorodi területen. Székhelye Sztroityen.

## Népesség
- 1989-ben 43 704 lakosa volt.
- 2002-ben 51 409 lakosa volt.
- 2010-ben 57 774 lakosa volt.